# 존 로리네이티스

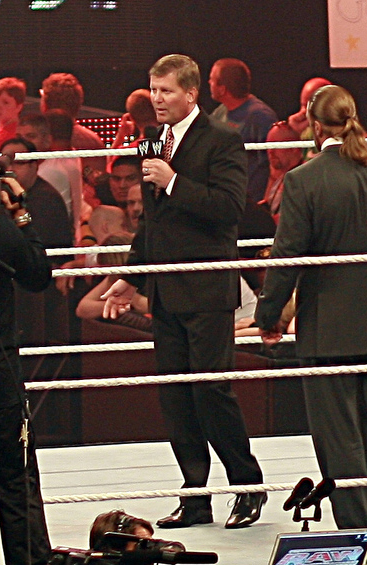
존 로리네이티스

존 로리네이티스(John Laurinaitis, 1962년 7월 31일 ~ )는 본명은 존 하지스 로리네이티스(John Hodger Laurinaitis)다. 미국의 전 프로레슬링선수로 현재는 WWE의 부사장 중 하나이다. 프로레슬러로 활동할 당시에는 자니 에이스(Johnny Ace)라는 링 네임으로 주로 전 일본 프로레슬링에서 활약했다. 2012년 6월 17일 결국 빈스 맥맨한테 해고를 당해 끝내 2012년 6월 18일 WWE RAW에서 은퇴를 하고 말았다가 2013년 3월 29일 스맥다운에서 피플스 엘보우로 당하고 만다. 키는 194cm 몸무게는 110kg이다.